# Balanced scorecard

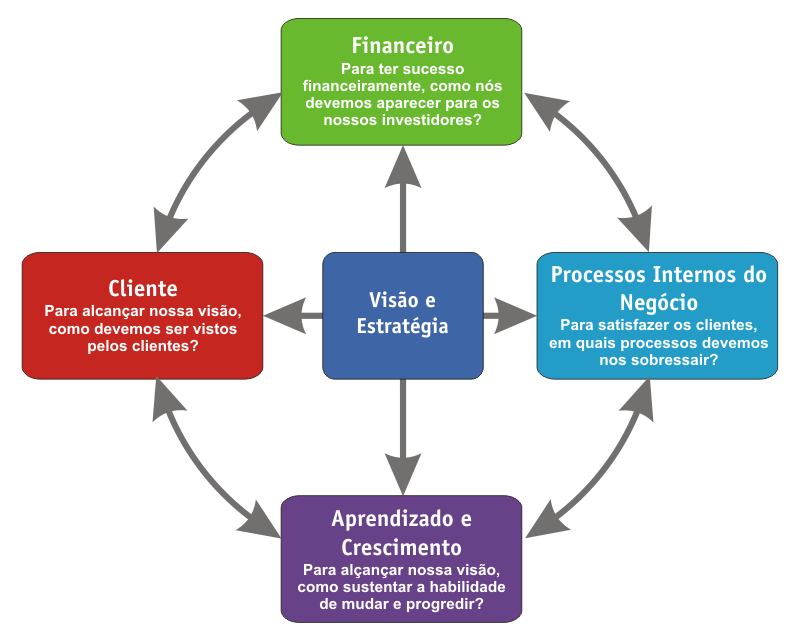
BSC: "Indicadores Balanceados de Desempenho", método de medição e gestão de desempenho.

Balanced scorecard (abreviado BSC, em português: "Indicadores Balanceados de Desempenho") é uma metodologia de medição e gestão de desempenho, desenvolvida em 1997 pelos professores da Harvard Business School (HBS) Robert Kaplan e David Norton, que traduz a missão empresarial e a estratégia em objetivos e iniciativas, baseado em quatro perspectivas em um mapa estratégico: financeiro, do cliente, dos processos internos, de aprendizagem e crescimento.
Os métodos usados na gestão do negócio, dos serviços e da infra-estrutura baseiam-se normalmente em metodologias consagradas que podem utilizar a TI (tecnologia da informação) e os softwares de ERP (Enterprise Resource Planning) como soluções de apoio, relacionando-a à gerência de serviços e garantia de resultados do negócio. Os passos dessas metodologias incluem: definição da estratégia empresarial, gerência do negócio, gerência de serviços e gestão da qualidade; passos estes implementados através de indicadores de desempenho

## Breve História
O Balanced Scorecard é  utilizado por centenas de organizações do setor privado, público e em ONG’s no mundo inteiro e foi escolhido pela renomada revista Harvard Business Review (HBR) como uma das práticas de gestão mais importantes e revolucionárias dos últimos 75 anos.
O seu surgimento está relacionado com as limitações dos sistemas tradicionais de avaliação de desempenho, o que não deixa de ser um dos problemas do planejamento estratégico, uma importante ferramenta de gestão estratégica.
O BSC motiva melhorias não incrementais em áreas críticas, tais como desenvolvimento de produtos, processos, clientes e mercados.
O início dos estudos que deram origem ao BSC remonta à década de 90, quando o Instituto Nolan Norton, ligado à KPMG (hoje chamada Bearing Point), patrocinou um estudo de um ano de duração com doze empresas cuja motivação se baseava na crença de que os métodos existentes de avaliação do desempenho empresarial baseados nos indicadores contábeis e financeiros prejudicavam a capacidade das empresas de criar valor econômico.
O BSC organiza-se em torno de quatro perspectivas: financeira, do cliente, interna e de inovação e aprendizagem. O nome Balanced Scorecard reflete o equilíbrio entre os objetivos de curto e longo prazos; entre medidas financeiras e não-financeiras; entre indicadores de tendência e ocorrências; entre perspectiva interna e externa do desempenho.
As experiências de aplicação do BSC revelam que executivos arrojados utilizam o BSC não apenas como um instrumento de medida do desempenho organizacional, mas também como ferramenta de gestão, sendo também utilizado para estabelecer metas individuais e de equipes, remuneração, alocação de recursos, planejamento, orçamento, feedback e aprendizagem estratégica.
O BSC não é um fim em si mesmo, mas uma ferramenta de gestão sob a qual orbita um novo modelo organizacional chamado de Organização Orientada para a Estratégia. Nessas organizações, o BSC é utilizado para alinhar as unidades de negócio, as unidades de serviço compartilhado, as equipes e os indivíduos em torno das metas organizacionais gerais, ou seja, alinhá-los à estratégia da empresa.
Arthur M. Schneiderman apresentou uma metodologia de medição e gestão de desempenho muito parecida com o BSC em 1987 para a Analog Devices.
Posteriormente, David Norton e Robert S. Kaplan apresentaram o BSC na Harvard Business Review. O artigo foi baseado em uma pesquisa sobre várias empresas com a finalidade de estudar a medição do desempenho nas empresas em que os ativos intangíveis desempenham um papel central na geração de valor. Eles acreditavam que se as empresas quisessem melhorar a gestão de seus ativos intangíveis, elas teriam que integrar essa medição em seus sistemas de gestão ERP (Enterprise Resource Planning).
Após a publicação do artigo "O Balanced Scorecard: Medidas que Impulsionam o Desempenho" na HBR, várias empresas rapidamente adotaram o BSC. O artigo mencionado anteriormente acabou tendo seu conceito ampliado tornando-se uma ferramenta de gestão para descrever comunicação e implementação da estratégia.

## Definição
- O crescimento – Como podemos melhorar e criar valor?

Responder aos desafios colocados por estas quatro questões permite ajustar continuamente a estratégia e mudá-la quando necessário. A resposta permanente a estas quatro questões permite realizar uma mensuração simultaneamente financeira e não financeira, inerente ao sistema de informação alargado a todos os níveis da organização. Equilibra indicadores externos para acionistas e indicadores internos de processos, inovação, aprendizagem e crescimento; equilibra os resultados do esforço passado e os indicadores dos desempenhos futuros; equilibra indicadores quantificáveis e indicadores subjetivos de desempenho.
O BSC tende a levar a uma criação de indicadores de desempenho,
atingindo todos os níveis organizacionais, se tornando ferramenta de
comunicação e promoção geral , com a estratégia da corporação.

## Componentes do BSC
Mapa estratégicoDescreve a estratégia da empresa através de objetivos relacionados entre si e distribuídos nas quatro dimensões (perspectivas).
Objetivo estratégicoO que deve ser alcançado e o que é crítico para o sucesso da organização.
o Balanced Scorecard é capaz de garantir a satisfação do cliente e a eficácia dos processos organizacionais.
IndicadorComo será medido e acompanhado o sucesso do alcance do objetivo. Qualquer indicador deve cumprir os seguintes requisitos:
- Ser claro, transmitir informação clara e confiável sobre o evento a analisar;
- Fácil de obter, mediante o acesso intuitivo a uma aplicação informática;
- Coerente com os fins estabelecidos, com a Visão e Missão da organização, medindo e controlando os resultados alcançados;
- Adequado e oportuno, estando disponível para a tomada de decisão;
- Ter a sua unidade de medida corretamente identificada: números absolutos (n.º), percentagens (taxas de crescimento, pesos) (%), dias, horas, valores, ...;
- Ter um responsável designado capaz de atuar sobre os indicadores;
- Deixar as  estratégias claras a toda a empresa;
- Alinhar as metas interdepartamentais e pessoais à estratégia; Como fonte de vantagem competitiva para as organizações: uma revisão bibliográfica. In: Ensino de Engenharia de Produção: Desafios, Tendências e Perspectiva, 12., 2006, São Paulo. Anais....São Paulo: SIMPEP, 2006.
- Ligar os  objetivos estratégicos com as metas alcançadas de longo prazo e os orçamentos anuais.

MetaRefere-se ao nível de desempenho ou a taxa de melhorias que tem que ser realizadas para que os objetivos sejam alcançados.
Planos de ação
Relatam as ações práticas necessárias para que se alcancem os objetivos estratégicos organizacionais.

## Alternativas ao BSC
Existem diversos modelos conceituais na literatura de administração e contabilidade que se assemelham ou se complementam ao BSC.
- Modelo de balanced scorecard de Maisel;
- Pirâmide da performance;
- PEMP;
- Tableau de Bord;
- Gerenciamento pelas diretrizes;
- O Balanced Scorecard numa Autarquia Local;
- Sustainability Scorecard - SSC;
- Strategic Activity System - SAS.

## Perspectivas no BSC
O BSC decompõe a estratégia de uma maneira lógica, baseando-se em relações de causa e efeito, vetores de desempenho e relação com fatores financeiros.
É decomposto em objetivos, indicadores, metas e iniciativas, nas quatro dimensões de negócio:
- Financeira (retorno sobre o capital) ;
- Clientes (encantar e fidelizar o cliente) ;
- Processos de negócios internos (baixo custo, seguro e confiável, zero defeitos, entregas pontuais, desenvolver novos produtos);
- Aprendizado e crescimento (motivar os colaboradores e preparar os mesmos; para haver produtividade e satisfação dos mesmos).

### Perspectiva financeira
O BSC deve contar a história da estratégia, começando pelos objetivos financeiros de longo prazo e relacionando-os às ações que precisam ser tomadas em relação às demais perspectivas, para que o desempenho econômico seja alcançado no longo prazo.
É necessário a preocupação da empresa na visão do cliente, identificando suas necessidades, anseios e conquistando a fidelidade dos clientes existentes e buscando novos clientes.
O principal objetivo de uma empresa é conseguir obter retornos do capital investido, pelo que a vertente financeira assume um papel preponderante.
Também no BSC a vertente financeira está presente, sendo os indicadores financeiros fundamentais para concluir acerca das consequências inerentes às ações levadas a cabo pela empresa.
A elaboração do BSC deverá funcionar como um estímulo a que as diferentes unidades de negócio da empresa estabeleçam objetivos financeiros, sempre de acordo com a estratégia global da empresa.
Os objetivos e indicadores da perspectiva financeira do BSC devem ser definidos tendo em conta a fase em que se encontra a empresa e as suas unidades de negócio.
A esta perspectiva poderá também chamar-se perspectiva do acionista, em virtude de serem eles os principais interessados na empresa, procurando a melhor rentabilidade para o capital investido, logo dando uma importância extrema às questões financeiras.
BSC incentiva as unidades de negócios a vincularem seus objetivos financeiros à estratégia corporativa. Os objetivos financeiros servem de base para todas as outras perspectivas do BSC. Toda medida selecionada deve ter uma relação de causa e efeito que culmina na melhoria do desempenho financeiro. O BSC deve contar a história da estratégia, começando com os objetivos financeiros de longo prazo, e em seguida, ligando-os as ações que devem ser tomadas com os processos financeiros, clientes, processos internos e funcionários finalmente e sistemas para entregar o desempenho econômico, de longo prazo, desejado. Para a maioria das organizações, os temas financeiros
de: aumento das receitas, melhoria da relação custo e produtividade, aperfeiçoamento da utilização dos ativos e redução de riscos podem fornecer as ligações necessárias com todas as quatro perspectivas do BSC.
Muitas empresas, no entanto, usam objetivos financeiros idênticos para todas as suas divisões e unidades de negócios. Por exemplo, cada unidade de negócio deve atingir 16% de retorno sobre o capital empregado, objetivo esse, que foi estabelecido para toda a corporação. Alternativamente, se a corporação está aplicando a métrica  do valor econômico agregado, pode-se dizer a todos os negócios para maximizarem o seu valor econômico agregado em cada período. Enquanto essa abordagem uniforme é certamente possível, consistente, e, em certo sentido, "justa" desde que todos os gerentes das unidades de negócio sejam avaliados pela mesma métrica, ela falha em reconhecer que diferentes unidades de negócios podem seguir estratégias bastante diferentes. Assim, seria improvável para uma métrica financeira, especialmente um único objetivo para uma única métrica financeira, ser adequada para uma ampla gama de unidades de negócios. Então, quando os executivos das unidades de negócios começam a desenvolver a perspectiva financeira para os seus BSC eles devem determinar as métricas financeiras adequadas para as suas estratégias. Os objetivos financeiros e as métricas devem desempenhar um papel duplo: eles definem o desempenho financeiro esperado da estratégia e servem como a última meta para os objetivos e as medidas de todas as outras perspectivas do BSC.
Os objetivos financeiros podem diferir consideravelmente em cada fase do ciclo de validade de um negócio. A teoria da estratégia de negócios sugere várias estratégias diferentes que as unidades de negócio podem seguir, que vão desde o crescimento agressivo da participação no mercado até a consolidação, a saída, e liquidação. Para simplificar, identificamos apenas três fases:
- Crescimento
- Estabilização
- Colheita

Crescimento do negócio está na fase inicial do ciclo de vida. Esse ciclo tem produtos ou serviços com potencial de crescimento significativo. Para capitalizar este potencial pode-se ter de comprometer recursos consideráveis para desenvolver e aprimorar novos produtos e serviços; construir e expandir as instalações de produção; construir capacidades operacionais; investir em sistemas; infraestrutura; redes de distribuição e desenvolver relacionamentos com os clientes. As empresas em fase de crescimento pode realmente operar com fluxos de caixa negativos e baixos retornos sobre o capital corrente investido (se houver investimentos em ativos intangíveis ou capitalizá-los para fins internos). Os investimentos que estão sendo feitos podem consumir mais dinheiro do que atualmente pode ser gerado pela base de produtos existentes, serviços e clientes. O objetivo financeiro para as empresas em fase de crescimento será a taxa de crescimento das receitas, a taxa de crescimento das vendas para os mercados-alvo, grupos de clientes, e regiões.

### Perspectiva dos clientes
As perspectivas dos clientes do BSC traduz a missão e a estratégia da empresa em objetivos específicos para segmentos focalizados que podem ser comunicados a toda a organização. Além disso, permite a clara identificação e avaliação das propostas de valor dirigidas a esses segmentos.
É inquestionável que cada vez mais as empresas se voltam para o exterior, para os clientes e para o mercado onde estão inseridas, tendo como principal objetivo a satisfação das suas necessidades, sabendo que é esta a única forma de sustentar a rentabilidade no longo prazo.
Segundo a perspectiva do cliente, deve ser utilizado um conjunto de indicadores relativos ao mercado, a clientes e a potenciais clientes, devendo estabelecer-se entre eles uma cadeia de relações: quota de mercado; retenção de clientes; aquisição de clientes; satisfação de clientes e rentabilidade de clientes.
Cada vez mais as empresas procuram oferecer aos seus clientes um mix de produto, preço, serviço, relacionamento e imagem, no sentido de ir ao encontro das suas necessidades, procurando conquistá-los e fidelizá-los. Segundo Kaplan e Norton (1996), o conjunto de ofertas de valor deve ser sempre específico e próprio de cada empresa. No entanto, deve incluir fatores-chave, que determinam a satisfação dos clientes, notadamente o prazo de entrega, a qualidade e o preço.
As empresas identificam os clientes e os segmentos de mercado que escolheram para competir. Esses segmentos representam as fontes que irão fornecer os componentes dos rendimento dos objetivos financeiros da empresa. A perspectiva do cliente permite às empresas alinhar as suas medidas de satisfação, fidelização, retenção, aquisição e a rentabilidade do público-alvo e dos segmentos de mercado. Também permite identificar e medir, de forma explícita, o valor das propostas que serão entregues para o público-alvo e os segmentos de mercado. As propostas representam os principais indicadores para as medições de resultados.
No passado, as empresas se concentraram em suas capacidades internas, enfatizando o desempenho do produto e inovação tecnológica. As empresas não compreenderam as necessidades dos clientes, eventualmente, descobriram que os concorrentes poderiam fazer incursões através da oferta de produtos ou serviços mais alinhados às preferências dos clientes . Agora as empresas estão mudando seu foco externo para os clientes. As declarações de missão e visão das empresas geralmente diziam que sua meta era ser o "número um em entrega de valor aos nossos clientes", e tornar-se "o fornecedor número um de nossos clientes." Se as unidades de negócios estão empenhadas em alcançar um desempenho financeiro superior, a longo prazo, elas devem criar e oferecer produtos e serviços que são valorizados pelos clientes.

### Perspectiva dos processos internos
Constitui-se na análise dos processos internos da organização, incluindo a identificação dos recursos e das capacidades necessárias para elevar o nível interno de qualidade. Contudo, cada vez mais, os elos entre os processos internos da companhia e os de outras, das companhias colaboradoras, estão muito unidos, a ponto de exigirem que também sejam considerados.
O BSC considera os processos internos de toda a cadeia de valor da empresa e inclui o processo de inovação, de operações e de pós-venda.
O desempenho de qualquer organização perante os clientes é determinado pelos processos, decisões e ações desenvolvidas no seu interior. Na perspectiva do BSC, a empresa deve identificar quais as atividades e quais os processos necessários para assegurar a satisfação das necessidades dos clientes.
Os indicadores internos do BSC devem focar-se nos processos internos que terão maior impacto na satisfação dos clientes e também na satisfação dos objetivos financeiros da empresa. Assim, os gestores deverão ser capazes de identificar quais os processos e competências em que a empresa pode obter vantagens competitivas, o que lhe permitirá diferenciar-se da concorrência. Estas vantagens competitivas têm origem em diversas atividades que a empresa executa, desde o planejamento, o marketing, a produção, a entrega e acompanhamento pós-venda do seu produto.
Kaplan e Norton (1992) consideram que existe um modelo genérico de cadeia de valor pelo qual todas as empresas se podem reger quando da concepção da perspectiva interna do BSC, embora cada empresa tenha um conjunto de atividades específico que leva à criação de valor. Este modelo de cadeia de valor inclui três processos internos principais:
- Processo de inovação;
- Processo operacional;
- Processo de serviço pós-venda.

O processo de inovação é um processo de pesquisa das necessidades dos clientes e de criação de produtos/serviços para os satisfazer.
O processo operacional está relacionado com a produção de produtos/serviços que existem na empresa e a consequente entrega aos clientes.
O processo de serviço pós-venda consiste no serviço que é prestado ao cliente após a venda do produto.

### Perspectiva do aprendizado e crescimento

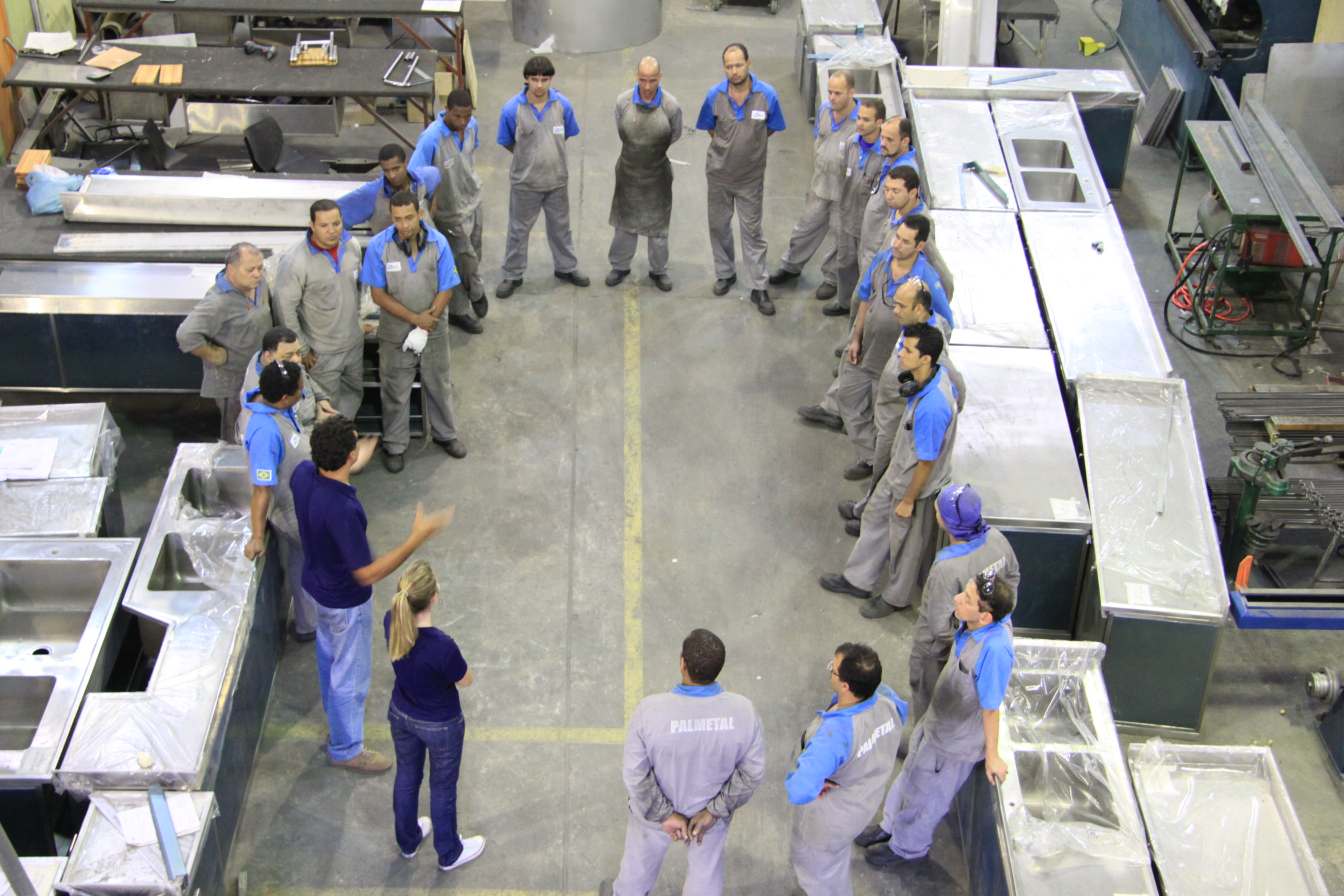
Reunião de treino numa empresa de ecodesign do Rio de Janeiro, Brasil. Treinos como esse são muito importantes para a perspectiva de aprendizado e crescimento do BSC.

O objetivo desta perspectiva é oferecer a infraestrutura que possibilita a consecução de objetivos ambiciosos nas outras perspectivas.
A habilidade de uma organização inovar, melhorar e aprender relaciona-se diretamente com seu valor.
Essa perspectiva apresenta objetivos voltados à capacidade dos funcionários, dos sistemas de informação e à motivação, empowerment e alinhamento.
Assim, a contribuição do Balanced Scorecard (BSC) para os gestores é um sistema de medida multidimensional que vai auxiliá-los na tomada de decisões da forma mais racional possível, aumentando a transparência e a partilha da informação dentro das Organizações.
Com esta ferramenta (BSC) o gestor terá a capacidade de analisar os resultados passados (medidas retrospectivas) e os prováveis resultados futuros (medidas prospectivas) a alcançar, bem como, incorporar os aspectos internos e externos da empresa.
O gestor tem noção da importância da informação financeira para a avaliação da empresa, no entanto, esta não é suficiente, pelo que deverá ser realizada uma análise no nível da informação integrada e sistemática sobre uma coleção de indicadores relevantes. Esta metodologia do BSC retoma os principios anteriormente desenvolvidos através do designado "Tableau de Bord" (dashboard). 
Podemos concluir que a Organização deve ser particularmente cuidadosa com aquilo que "mede", ou seja, presume-se que, mais do que avaliar o passado, é importante extrair dos resultados passados conselhos e experiência para o futuro.
Nesta perspectiva do BSC, deve identificar-se qual a infraestrutura que a empresa deve adotar para poder crescer e desenvolver-se no longo prazo. Assim sendo, a empresa como um todo (trabalhadores, gestores) deve trabalhar em conjunto no processo contínuo de aprendizagem e aperfeiçoamento da organização.
Kaplan e Norton (1996) defendem que existem três fontes para a aprendizagem e crescimento da empresa, que são as pessoas, os sistemas e os procedimentos organizacionais. A finalidade desta perspectiva do BSC consiste em investir na reciclagem e requalificação dos trabalhadores, na melhoria dos sistemas de informação e no alinhamento de procedimentos e rotinas da empresa.
O BSC deve procurar:
- Só conter a informação necessária e suficiente, tanto em qualidade como em quantidade, tendo em consideração os resultados a obter;
- Ser concebido de forma estrutural, em cascata, agregando as variáveis e/ou indicadores chave desde o nível mais elementar ao nível mais alto, de modo a ir agregando indicadores até chegar aos mais resumidos, ou seja, as variáveis chave de cada área de responsabilidade;
- Destacar o que realmente é relevante para a tomada de decisão;
- Utilizar a representação gráfica para as variáveis chave e/ou indicadores chave de apoio à tomada de decisão para melhorar a percepção;
- Conceber de forma normalizada para facilitar a leitura e interpretação em todos os níveis na organização.

## Relacionamento das Perspectivas com os Objetivos de Negócio
O conjunto de 17 objetivos de negócios não deve ser considerado como uma lista completa de todos os possíveis objetivos de negócios e sim uma seleção de objetivos de negócios relevantes.
|                             | Objetivos de Negócio |                                                                                   |
| Perspectiva Financeira      | 1                    | Prover um retorno de investimento adequado para os negócios. (ROI)                |
| Perspectiva Financeira      | 2                    | Gerenciar os riscos de negócios.                                                  |
| Perspectiva Financeira      | 3                    | Aprimorar governança corporativa e transparência.                                 |
| Perspectiva do Cliente      | 4                    | Aprimorar orientação para clientes e serviços.                                    |
| Perspectiva do Cliente      | 5                    | Oferecer produtos e serviços competitivos.                                        |
| Perspectiva do Cliente      | 6                    | Estabelecer a continuidade e disponibilidade de serviços.                         |
| Perspectiva do Cliente      | 7                    | Criar agilidade em responder a requerimentos de negócios que mudam continuamente. |
| Perspectiva do Cliente      | 8                    | Atingir otimização dos custos para entrega de serviços.                           |
| Perspectiva do Cliente      | 9                    | Obter informações confiáveis e úteis para o processo de decisões estratégicas.    |
| Perspectiva Interna         | 10                   | Aprimorar e manter a funcionalidade dos processos de negócios.                    |
| Perspectiva Interna         | 11                   | Reduzir custos de processos.                                                      |
| Perspectiva Interna         | 12                   | Conformidade com leis externas, regulamentos e contratos.                         |
| Perspectiva Interna         | 13                   | Conformidade com políticas internas.                                              |
| Perspectiva Interna         | 14                   | Gerenciar mudanças de negócios.                                                   |
| Perspectiva Interna         | 15                   | Aprimorar e manter a operação e produtividade do pessoal.                         |
| Perspectiva de Aprendizagem | 16                   | Gerenciar a inovação de produtos e negócios.                                      |
| Perspectiva de Aprendizagem | 17                   | Contratar e manter pessoas habilitadas e motivadas.                               |

## Etapas de modelagem do BSC
Etapa 1 - Arquitetura do programa de medição
O grande objetivo desta etapa é promover uma compreensão e uma análise crítica dos direcionadores de negócio e da visão de futuro. Um segundo objetivo é resgatar as diretrizes estratégicas, analisando sua coerência com os direcionadores de negócio e visão de futuro.
Etapa 2 - Interrelacionamento de objetivos estratégicosAs atividades desta etapa implicam alocar os objetivos estratégicos nas quatro dimensões do BSC, correlacionando-as entre si. Nesse processo poderão ou não surgir lacunas no interrelacionamento, que deverão ser eliminadas ou preenchidas a partir de novas discussões e análises do planejamento estratégico da organização.
Etapa 3 - Escolha e elaboração dos indicadoresO objetivo essencial da seleção de indicadores específicos para o BSC é a identificação dos indicadores que melhor comuniquem o significado da estratégia que foi estabelecida.
Etapa 4 - Elaboração do plano de implementaçãoUma vez definidos os indicadores associados aos diferentes objetivos estratégicos, definem-se metas, planos de ação e responsáveis, a fim de direcionar a implementação da estratégia.
Um projeto típico de formulação e implantação de um BSC pode durar 16 semanas, porém nem todo esse tempo é ocupado com as atividades do BSC. Grande parte do tempo é determinado pela disponibilidade dos executivos para entrevistas, workshops e reuniões.
O processo de desenvolvimento do Scorecard deve seguir os seguintes passos:
•Avaliar o ambiente competitivo.
•Conhecer as preferências e segmentos dos clientes.
•Criar uma estratégia capaz de gerar desempenho financeiro .
•Articular o equilíbrio entre crescimento e produtividade.
•Selecionar os segmentos de clientes almejados (análise da bases de segmentação de mercado, ex. Segmentação demográfica, psicografica, geográfica, comportamental).
•Determinar a preposição de valor para os clientes almejados.
•Identificar os processos de negócio internos de importância crítica para cumprimento da preposição de valor e para a realização dos objetivos financeiros de custo e de produtividade.
•Desenvolver as habilidades, competências , estímulos, banco de dados e tecnologia imprescindíveis à excelência nos processos internos e ao fornecimento de valor para os clientes.

## Benefícios do BSC
- Alinhamento de indicadores de resultado com indicadores de tendência;
- O BSC considera diferentes grupos de interesse na análise e execução da estratégia;
- Comunicação da estratégia;
- O BSC é direcionado e focado nas ações;
- O BSC é um instrumento flexível e considera o planejamento estratégico como um ser vivo a ser testado e monitorado continuamente;
- Alinhamento da organização com a estratégia;
- Promove a sinergia organizacional;
- Constrói um sistema de gestão estratégica e vincula a estratégia com planejamento e orçamento;
- Avaliação das necessidades de mudanças;
- Avaliação dos impactos das mudanças;
- Estabelecimento de prioridades.

## Crítica ao BSC
- Alguns usuários confundem os fins com os meios. O BSC é um meio de promover a estratégia;
- Na vida real, a associação entre causa e efeito que o BSC prega, raramente é clara o suficiente. Na maioria das situações, devemos nos contentar em incluir a maioria das medidas certas no BSC, sem tentar imaginar qual é a relação entre elas;
- Pontos fracos do BSC:
  - Relações de causa e efeito unidirecionais e muito simplistas;
  - Não separa causa e efeito no tempo;
  - Ausência de mecanismos para validação;
  - Vínculo entre estratégia e a operação insuficiente;
  - Muito internamente focado;
  - A ausência de uma base histórica suficiente para análise de um indicador pode levar a conclusões imprecisas.
  - Outro fator crítico do Balanced Scorecard é o confronto que ocorre entre a perspectiva da empresa de consultoria que implementa o programa BSC e  a empresa que adota o método BSC.[6]
  - Limitações principais:* A noção de causalidade  linear , meramente assumida pelos  construtores do BSC; Dificuldade para definir medidas de desempenho não-financeiras, Criar medidas de desempenho e integrar perspectivas de desempenho ;e os direcionadores do desempenho, influenciados por hipóteses incorretas, irão distorcer os indicadores de desempenho a serem adotados.[12]

O  aspecto fundamental do BSC é a sua capacidade de ligar o planejamento estratégico à execução, que é uma das maiores causas do insucesso na implantação dos planos estratégicos das empresas, já apontadas em diversas pesquisas realizadas sobre este tema, dentro das várias perspectivas, em objetivos e fatores críticos de sucesso. Estes, por sua vez, desencadeiam uma série de ações e projetos que são medidos e acompanhados por um sistema de medição formado por diversos indicadores estratégicos. A presença do BSC está vinculada a uma melhor margem de contribuição em empresas que adotaram a ferramenta há mais de um ano, e além disso, verificou-se que o tempo de uso do BSC apresenta um coeficiente positivo e relevante com a margem de contribuição das empresas, mas não com o faturamento.